# 埔里社厅
埔里社厅，又称埔里厅，清朝的厅。
光绪元年（1875年）置厅，厅治設今埔里市區，也就是後來台灣總兵吳光亮任內，於清光緒3年（1877年）建造的大埔城，辖属台湾府。其辖境涵蓋整個埔里盆地群，相当于浊水溪以北，火炎山、北港溪以南，集集稜脈以西，西塔山以东地区；1893年時人口約16,000人。光绪二十一年（1895年），日本統治台湾后废，改設埔里社支厅。 
| 先前機關： － | 埔社厅 1875年-1895年 | 後繼機關： 埔社支厅 |